# Jan Budding
Jan Budding (Amsterdam, 1 januari 1922 – Alkmaar, 29 februari 1988) was een Nederlands aquarellist, graficus, pentekenaar, kunstschilder en tekenaar.
Jan Budding woonde en werkte aanvankelijk in Amsterdam, maar vanaf 1956 in Groet, gemeente Schoorl (nu Bergen). Met tussenpozen werkte hij eveneens in het buitenland. Onder andere regelmatig in het Zuid-Franse kunstenaarsstadje Céret, dat tegen de Pyreneeën aanligt.
Hij was leerling van de Kunstnijverheidsschool (Gerrit Rietveld Academie) en de Rijksacademie onder leiding van Gé Röling, Otto de Kat en Jan Wiegers. Budding schilderde, tekende (pen) en aquarelleerde (duin)landschappen, stillevens, dieren (in het bijzonder kippen/hoenders), figuren en portretten.
Hij was lid van het KunstenaarsCentrumBergen (KCB) en van de federatie van kunstschilders te Amsterdam.

## Biografie[2]
Jan Budding werd geboren als de op een na jongste uit een gezin van 7 kinderen. Hij doorliep de lagere school en daarna de christelijke HBS.
Van 1939 tot 1941 werkte hij op een scheepvaartkantoor als beurtvaartcommissaris.

### Oorlogsjaren[3]
In juli 1942 werd hij wegens illegale werkzaamheden tegen de Duitse bezetter, gearresteerd en naar het concentratiekamp Sachsenhausen getransporteerd.
Tijdens zijn gevangenschap in het Duitse concentratiekamp, gedurende de oorlog, legde hij in het geheim vast wat hem en zijn medegevangenen overkwam. Deze tekeningen bevinden zich in het kampmuseum in Sachsenhausen. Een speciaal boekje met soortgelijke tekeningen schonk hij later aan het verzetsmuseum Beit Lochamei HaGeta'ot (Huis van de Gettovechters) in Israël. Over Jan Budding en dit onderwerp bestaat een door Netty Rosenfeld gemaakte film die destijds door de VPRO uitgezonden is.

### Na de oorlog[3]
Na de bevrijding keerde hij ernstig ziek terug (tuberculose) en verbleef dan bijna tien jaar, met korte onderbrekingen, in binnen en buitenlandse sanatoria. In deze periode besloot hij zich volledig aan de kunst te wijden. Hij kreeg zijn opleiding aan de Rijksakademie van beeldende kunsten en exposeerde vanaf 1960, zowel solo als in combinatie met anderen, veelvuldig in zowel binnen- als buitenland. Zijn werk is regelmatig lovend in de dagbladen en tijdschriften besproken. Het bevindt zich in verschillende openbare en privécollecties. Tevens verschenen er door de jaren heen diverse catalogi met en over zijn werk.

## Werkwijze[3]
Mens, dier en omgeving staan centraal in zijn, altijd figuratieve, werk. Of komen erin samen. Zijn stijl werd mede beïnvloed door kunstenaars als Pablo Picasso, Paul Klee e.a., die destijds ook de Cobra-groep inspireerden. Experiment en toeval werden niet geschuwd maar eerder juist opgezocht. Gepaard aan talent en vakmanschap resulteert dit in een oeuvre dat een hoge mate van originaliteit bezit en duidelijk herkenbaar is als het werk van een kunstenaar die een geheel eigen weg heeft gevonden.

## Tentoonstellingen[4](selectie)

### Eenmanstentoonstellingen
- 1960 - Bergen, Kunstzaal KCB
- 1962 - Parijs, Nederlandse Ambassade
- 1973 - Amsterdam, AMRO Gallery
- 1974 - Alkmaar, Stedelijk Museum
- 1975 - Hilversum, Gemeentelijk Expositiecentrum De Vaart
- 1978 - Amsterdam, ABN Gallery
- 1981 - Warmenhuizen, Ursulakerk (overzichtstentoonstelling 1955-1980)
- 1989 - Velp, Galerie Arti-Choque
- 1990 - Wassenaar, Galerie Bianca
- 1995 - Gemeentehuis Bergen N.H

### Groepstentoonstellingen
- 1952 - Amsterdam, Academie van Bouwkunst, met Emmy Eerdmans
- 1962 - Bergen, Kranenburgh, met Gerard van der Leeden
- 1966 - Sneek, stadhuis; met Gerard van der Leeden en Gradus Verhaaf
- 1966 - Dordrecht, Huis Oosten-rijck, Teekengenootschap Pictura, met Gerard van der Leeden en Gradus Verhaaf
- 1966 - 't Harde, gemeente Elburg, Kasteel Zwaluwenburg, Nederlandse Schilders
- 1968 - Den Haag, Gallery Nouvelles Images, met Edgar Fernhout, Lucebert en David Kouwenaar
- 1972 - Gdańsk (Polen), Stedelijk Museum, 10 Kunstenaars uit Bergen
- 1973 - Zaandijk, Weefhuis, met Peter Bes, Bob van den Born en Geertjan van Meurs
- 1974 - Aalst (België), Kunst uit Noord-Holland
- 1975 - Dortmund (Duitsland), Stadhuis, Kunst uit Noord-Holland
- 1976 - Schiedam, Stedelijk Museum, Beestachtig Goed
- 1978 - Amersfoort, De Zonnehof, KCB-leden
- 1978 - De Steeg, Kasteel Middachten, met Peter Bes en Nico Betjes
- 1991 - Lelystad, Stichting Passe-partout, met Irene Grijzenhout